# 伊戈尔·莫尔古洛夫
伊戈尔·弗拉基米罗维奇·莫尔古洛夫（俄语：Игорь Владимирович Моргулов，1961年5月4日—），俄罗斯外交官，现任俄罗斯驻华大使。

## 生平
1961年生于阿拉木图。1983年毕业于莫斯科国立大学亚非学院，熟练掌握中文与英语。1991年起在俄罗斯联邦外交部工作。1999年至2001年，任俄罗斯联邦外交部亚洲司二处处长。2006年5月至2009年7月，任俄罗斯驻华大使馆公使衔参赞。2009年至2011年，任俄罗斯联邦外交部第一亚洲司司长。2011年12月起任俄罗斯联邦外交部副部长，负责亚太地区事务。
2022年9月13日，任俄罗斯驻华大使。

## 家庭
已婚，有两个孩子。

## 外交等级
- 特命全权大使（2012年5月1日）

## 荣誉
- 四级祖国功勋勋章（2022年）[4]
- 亚历山大·涅夫斯基勋章（2020年）
- 荣誉勋章（2013年）
- 友谊勋章（2015年）
- 二级祖国功勋奖章（2007年）